# Roberto Bolaño

Roberto Bolaño

Roberto Bolaño Ávalos (* 28. April 1953 in Santiago de Chile; † 14. Juli 2003 in Barcelona) war ein chilenischer Schriftsteller.

## Leben und Werk
Um die Lebensgeschichte Roberto Bolaños sind viele Legenden entstanden, wozu der Autor selbst durch irreführende und ironische Angaben stark beigetragen hat. Aufgewachsen im regenreichen Süden Chiles, reiste er in seiner Kindheit wegen häufiger Wohnortwechsel seiner Eltern kreuz und quer durch das Land. Der Vater war Lkw-Fahrer und Berufsboxer. Als Schüler litt Roberto an Legasthenie. Mit 13 Jahren kam er mit seinen Eltern nach Mexiko-Stadt, wo er seine Adoleszenz verbrachte.
1973 kehrte er nach Chile zurück, um am Aufbruch unter dem sozialistischen Präsidenten Salvador Allende teilzuhaben. Nach dem Putsch in Chile 1973 wurde er acht Tage lang gefangen gehalten, bevor er mit Hilfe von Freunden das Land verlassen konnte. Er ging nach El Salvador und später zurück nach Mexiko. Mit dem mexikanischen Dichter Mario Santiago Papasquiaro und anderen gründete er die avantgardistische Gruppe der Infrarealisten, die gegen den etablierten Literaturbetrieb rebellierten.
Nach dem Ende des Franco-Regimes siedelte er 1977 nach Spanien um. Er wohnte mit seiner Frau, der Sozialarbeiterin Carolina López, in Blanes, einem Küstenort bei Barcelona, wo auch seine beiden Kinder, Lautaro und Alexandra, geboren wurden. Seinen Lebensunterhalt bestritt er durch Gelegenheitsjobs, im Sommer auf einem Campingplatz in Castelldefells. Dort lernte er zwischen 1978 und 1981 Miralles, einen Gast aus Frankreich kennen, der ihm seine Lebensgeschichte erzählte. Diesen Bericht gab Bolaño 2000 an Javier Cercas weiter, der den Stoff im zweiten Teil seines Romans Soldaten von Salamis verarbeitete und in diesem Zusammenhang seinen Informanten Bolaño selbst zur literarischen Figur machte.
Nachdem er in seinen frühen Schaffensjahren ein unbekannter surrealistischer Lyriker geblieben war, feierte Bolaño 1996 mit La literatura nazi en América (Die Naziliteratur in Amerika), einer fiktionalen Enzyklopädie rechtsgerichteter Literatur aus Chile und Argentinien, seinen ersten Erfolg im narrativen Bereich. Der Roman Estrella distante aus dem gleichen Jahr blieb weitgehend unbeachtet. Der Durchbruch gelang ihm 1998 mit dem Roman Los detectives salvajes (Die wilden Detektive), für den er 1999 den renommierten lateinamerikanischen Literaturpreis Premio Rómulo Gallegos erhielt. Ein Jahr später folgte der Kurzroman Nocturno de Chile, ein Schlüsselroman um den chilenischen Opus-Dei-Priester und Literaturkritiker José Miguel Ibáñez Langlois. Dieses Werk erhielt zunächst nur wenig Aufmerksamkeit und wurde von Kritik und Leserschaft erst spät entdeckt, gilt heute aber vielfach als Meisterwerk. Estrella distante und Nocturno de Chile sind die einzigen Romane Bolaños, die in Chile spielen, die übrigen Prosatexte des Autors handeln vorwiegend in Mexiko oder Spanien.
Nur 50-jährig starb Roberto Bolaño in Barcelona an einer Leberzirrhose – Folge einer unbehandelten Hepatitis-Erkrankung in seiner Jugend –, nachdem er vergeblich auf eine Organspende gewartet hatte. In seinem von seiner Frau Carolina López durchgesehenen Nachlass fand sich ein weiterer Roman: Los sinsabores del verdadero policía (Die Nöte des wahren Polizisten). Sein letztes noch zu Lebzeiten veröffentlichtes Buch, Una novelita lumpen (2002) (deutsch Lumpenroman, 2010), und der postum veröffentlichte Roman 2666, gelten als sein literarisches Vermächtnis. Sein Roman Amberes diente als Vorlage für den gleichnamigen Kurzfilm von Jasper Pollet (2011) und Lumpenroman als Vorlage für den 2013 angelaufenen Spielfilm Il Futuro – Eine Lumpengeschichte in Rom von Alicia Scherson.
Bolaño gilt als einer der begabtesten Autoren seiner Generation in Lateinamerika. Zuweilen mit Julio Cortázar verglichen, dürfte den stärksten Einfluss auf ihn jedoch Jorge Luis Borges gehabt haben. Viele seiner Werke erinnern an dessen bibliomane Fantasien. Auffällig sind auch sein gespaltenes Verhältnis zu seiner Heimat Chile und zur literarischen Tradition Lateinamerikas sowie sein ausgeprägt satirisches Naturell. Ein zentrales Verfahren von Bolaño ist die Vermischung von Fiktion und biographischen Fakten. Erst nach seinem Tod wurde er durch Übersetzungen in den USA und in Deutschland einem breiteren Publikum bekannt.

## Preise
- Premio Ámbito Literario de Narrativa (Roman)
- Premio municipal de Santiago de Chile (Roman)
- Premio Herralde (Roman)
- Premio Rómulo Gallegos (Roman)
- Premio Ciudad de Barcelona
- Premio Salambó
- Premio Fundación Lara
- Premio Altazor
- National Book Critics Circle Award (2008, USA)
- Cowboyjäger stand 2020 auf der Weltempfänger litprom-Bestenliste

## Werke (Auswahl)
in spanischer Sprache:
- mit Antoni García Porta: Consejos de un discípulo de Morrison a un fanático de Joyce. Seguido de Diario de bar. Acantilado, Barcelona 1984 ISBN 84-96489-39-6
- Fragmentos de la universidad desconocida. Talavera de la Reina 1993 ISBN 84-88439-06-7
- La universidad desconocida, Gedichtsammlung. Anagrama, Barcelona 2007 ISBN 978-84-339-7144-9
- La pista de hielo. Anagrama, Barcelona 2009 ISBN 978-84-339-7199-9
- La senda de los elefantes. CAC, Toledo 1993 ISBN 84-87515-22-3
- Los perros románticos. Poémas 1980–1998. Arcantilado, Barcelona 2006 ISBN 84-96489-31-0.
- Sensini. Cuento. Fundazioa Kutxa, San Sébastian 1997 ISBN 84-7173-309-9.
- Monsieur Pain. Anagrama, Barcelona 1999 ISBN 84-339-2445-1 (Narrativas hispánicas. 275).
- Amberes. Anagrama, Barcelona 2009 ISBN 978-84-339-6832-6 (Narrativas hispánicas. 331).
- El espíritu de la ciencia-ficcion. 2017

übersetzt ins Deutsche: 
- Die Naziliteratur in Amerika. (La literatura nazi en América.) Antje Kunstmann, München 1999 ISBN 3-88897-212-4 (übersetzt von Heinrich von Berenberg)
- Stern in der Ferne. (Estrella distante.) Roman. Kunstmann, München 2000 ISBN 3-453-19606-6 (übersetzt von Christian Hansen)
- Die wilden Detektive. (Los detectives salvajes). Roman. Dtv, München 2009 ISBN 978-3-423-13182-7 (übersetzt von Heinrich von Berenberg)
- Amuleto. (Amuleto.) Roman. Kunstmann, München 2002 ISBN 3-88897-307-4 (übersetzt von Heinrich von Berenberg)
- Telefongespräche. Erzählungen. (Llamadas telefónicas.) Hanser, München 2004 ISBN 978-3-446-20526-0 (übersetzt von Christian Hansen)
- Der unerträgliche Gaucho. (El gaucho insufrible.) Erzählungen. Kunstmann, München 2006 ISBN 978-3-88897-446-5 (übersetzt von Hanna Grzimek und Peter Kultzen)
- Chilenisches Nachtstück. (Nocturno de Chile.) Roman. Dtv, München 2010 ISBN 978-3-423-13880-2 (übersetzt von Heinrich von Berenberg).
- Exil im Niemandsland. Fragmente eine Autobiografie. (Entre paréntesis und Tres.) Berenberg, Berlin 2008, ISBN 978-3-937834-26-9 (übersetzt von Kirsten Brandt und Heinrich von Berenberg)
- Labyrinth. Erzählung. Septime, Wien 2009 ISBN 978-3-902711-00-7 (übersetzt von Christiane Barnaházi und Elisabeth Schöberl)
- 2666. Roman. Hanser, München 2009 ISBN 978-3-446-23396-6 (übersetzt von Christian Hansen).[6]
- Lumpenroman. (Una novelita lumpen.) Hanser, München 2010 ISBN 978-3-446-23546-5 (übersetzt von Christian Hansen)
- Das Dritte Reich. Roman. (El Tercer Reich.) Hanser, München 2011 ISBN 978-3-446-23610-3 (übersetzt von Christian Hansen)
- Die Nöte des wahren Polizisten. (Los sinsabores del verdadero policía.) Roman. Hanser, München 2013 ISBN 978-3-446-23973-9 (übersetzt von Christian Hansen).[7]
- Mörderische Huren. (Putas asesinas.) Erzählungen. Hanser, München 2014 ISBN 978-3-446-24593-8 (übersetzt von Christian Hansen).
- Der Geist des Science-Fiction. (El espíritu de la ciencia-ficcion.) Fischer, Frankfurt 2017 ISBN 978-3-103-97359-4 (übersetzt von Christian Hansen).
- Die romantischen Hunde. (Los perros románticos.) Gedichte, Hanser, München 2017 ISBN 978-3-446-24466-5 (übersetzt von Christian Hansen und Heinrich von Berenberg).
- Monsieur Pain. (Monsieur Pain.) Fischer, Frankfurt 2019 ISBN 978-3-103-97418-8 (übersetzt von Heinrich von Berenberg).
- Cowboygräber. (Sepulcros de Vaqueros.) Erzählungen, Hanser, München 2020 ISBN 978-3-446-26557-8 (übersetzt von Luis Ruby und Christian Hansen).

Theateradaptionen
- 2666 durch Àlex Rigola, UA: 2007 in Barcelona, 2014: Berliner Schaubühne

Opernadaptionen
- The Skating Rink von David Sawer (Musik) und Rory Mullarkey (Libretto), nach La pista de hielo, UA: 2018 durch die Garsington Opera

## Verfilmungen
- 2013: Il Futuro – Eine Lumpengeschichte in Rom (Il futuro), Drehbuch nach dem Lumpenroman, Regie: Alicia Scherson, Chile